# 후지와라노 다라시코
후지와라노 타라시코/오비코(일본어: 藤原 帯子 ふじわら の たらしこ/おびこ[*], 생년 미상 - 엔랴쿠 13년 5월 27일 (794년 6월 28일))는 나라 시대의 여성 귀족이다. 헤이제이 천황의 추존황후 (생전에는 황태자비)이다. 아버지는 후지와라노 모모카와, 어머니는 후지와라노 모로아네/모로네 (후지와라노 요시츠구의 딸)이다. 후지와라노 타비코 (간무 천황의 부인, 추존황태후, 준나 천황의 생모)와 동복자매이다.

## 생애
황태자였던 아테 친왕 (후의 헤이제이 천황)의 비가 되었지만, 헤이안으로 천도하는 엔랴쿠 13년 (794년)에 사망했다. 자녀는 없다. 이타비인(木蓮子院, 나가오카쿄 내 저택)으로 이사오자마자 사망했다고 한다. 다이도 원년 6월 9일 (806년 6월 28일), 헤이제이 천황이 즉위하자, 황후에 추증되었다. 헤이제이 천황은 그 후, 아무도 황후로 삼지 않았다.